# Convenzione internazionale sulle bombe a grappolo
La convenzione ONU sulle bombe a grappolo è un trattato internazionale che proibisce l'uso di tali armi esplosive il cui effetto è la dispersione su una certa area di submunizioni (bomblets). La convenzione è stata adottata il 30 maggio 2008  a Dublino mentre l'apertura alle firme degli stati sottoscrittori è avvenuta il 3 dicembre 2008 a Oslo.
È entrata in vigore il 1º agosto 2010, sei mesi dopo esser stata ratificata da 30 stati. Alla data di entrata in vigore, il 1º agosto, era stata ratificata da 38 stati, mentre altri 70 firmatari, tra cui l'Italia, pur avendo sottoscritto la convenzione, non l'avevano ancora ratificata. A luglio 2023, la convenzione risulta ratificata da 111 Paesi, tra cui l'Italia (21 settembre 2011). Esistono poi importanti stati, produttori di munizioni e loro componenti, che non hanno firmato la convenzione, tra cui Stati Uniti, Russia, Cina, India, Israele, Pakistan e Brasile. Una lista completa degli Stati firmatari e non è disponibile sul sito ufficiale.